# 釣藤散
釣藤散（ちょうとうさん）は漢方方剤のひとつ。出典は『本事方』。

## 効果・効能
体力中等度、またはやや低下した中年以降で慢性頭痛、肩こり、めまいなどがあり、高血圧傾向のある人に用いる。

## 適応症
慢性頭痛、神経症、めまい、老人性認知症、耳鳴り

## 組成
石膏（せっこう）5.0、釣藤鈎（ちょうとうこう）3.0、陳皮（ちんぴ）3.0、半夏（はんげ）3.0、麦門冬（ばくもんどう）3.0、茯苓（ぶくりょう）3.0、人参（にんじん）2.0、菊花（きっか）2.0、防風（ぼうふう）2.0、甘草（かんぞう）1.0、生姜（しょうきょう）1.0

## 相互作用

### 併用注意
次の薬剤との併用により、偽アルドステロン症、ミオパシーが出現しやすくなる。
1. 甘草含有製剤
2. グリチルリチン酸及びその塩類を含有する製剤

## 副作用
次の副作用がある。

### 重大な副作用
偽アルドステロン症、ミオパシー

### その他
発疹、蕁麻疹、食欲不振、胃部不快感、軟便、下痢、便秘

## 注意事項
高齢者は生理機能が低下し、妊産婦、小児は安全性が未確立であり、注意が必要である。